# Coppa del Mondo di pallacanestro 3x3 2019
La Coppa del Mondo di pallacanestro 3x3 2019 (ufficialmente, in inglese, 2019 FIBA 3x3 World Cup) è stata la sesta edizione della competizione internazionale co-organizzata dalla FIBA. È stata ospitata dai Paesi Bassi; si è tenuta dal 18 al 23 giugno 2019 al Museumplein di Amsterdam.
Ai Mondiali partecipavano un totale di 40 selezioni nazionali, divise tra torneo maschile e femminile. I vincitori sono stati la Nazionale degli Stati Uniti tra gli uomini e della Cina tra le donne.

## Medagliere
| Categoria              | Oro                | Argento               | Bronzo           |
| Uomini                 | Stati Uniti        | Lettonia              | Polonia          |
| Donne                  | Cina               | Ungheria              | Francia          |
|                        |                    |                       |                  |
| Abilità (femminile)    | Marie-Ève Paget    | Rae Lin D'Alie        | Shadi Abdolvand  |
| Schiacciate (maschile) | Vadym Poddubchenko | Piotr Grabowski       | Kristaps Dārgais |
| Shoot-out (misto)      | Edgars Krūmiņš     | Stanislav Tymofejenko | Marcella Filippi |

## Partecipanti

### Uomini
| Pool A - Serbia - Stati Uniti - Paesi Bassi - Turchia - Corea del Sud | Pool B - Russia - Mongolia - Ucraina - Estonia - Porto Rico | Pool C - Slovenia - Cina - Lituania - Qatar - Francia | Pool D - Giappone - Lettonia - Brasile - Polonia - Australia |

### Donne
| Pool A - Cina - Paesi Bassi - Ungheria - Lettonia - Turkmenistan | Pool B - Francia - Giappone - Svizzera - Australia - Andorra | Pool C - Mongolia - Romania - Iran - Rep. Ceca - Spagna | Pool D - Russia - Ucraina - Indonesia - Italia - Nuova Zelanda |